# Квинт Сервилий Цепион (консул 140 пр.н.е.)
Вижте пояснителната страница за други личности с името Квинт Сервилий Цепион.
Квинт Сервилий Цепион (на латински: Quintus Servilius Caepio, * 181 пр.н.е., † 112 пр.н.е.) e генерал и политик на Римската република през 2 век пр.н.е.
Син е на Гней Сервилий Цепион (консул 169 пр.н.е.) и брат на Гней Сервилий Цепион (консул 141 пр.н.е.). Баща е на Квинт Сервилий Цепион (консул 106 пр.н.е.).
През 140 пр.н.е. е избран за консул заедно с Гай Лелий. Колегата му остава в Рим, а той поема войната в Испания. След това е изпратен да сключи мирен договор с лузитаните. Цепион обаче дава парична награда за главата на техния вожд Вириат. След като през 139 пр.н.е. вождът е убит от неговите хора, Цепион не им плаща, a напада град Сагунтум и побеждава иберийското племе. След това той взема оръжието на останалите още лузитани и ги преселва в друга по-плодородна територия.
Цепион е съден често, но чрез връзките си и своята популярност винаги е обевяван за невинен.